# Sangar-e Chanībeh
Sangar-e Chanībeh (persiska: سنگر چنیبه, Sangar-e Chanībeh-ye Do) är en ort i Iran.   Den ligger i provinsen Khuzestan, i den centrala delen av landet, 500 km sydväst om huvudstaden Teheran. Sangar-e Chanībeh ligger 27 meter över havet och antalet invånare är 280.
Terrängen runt Sangar-e Chanībeh är mycket platt. Runt Sangar-e Chanībeh är det ganska tätbefolkat, med 144 invånare per kvadratkilometer. Närmaste större samhälle är Zovīyeh-ye Do, 9,4 km norr om Sangar-e Chanībeh. Trakten runt Sangar-e Chanībeh består till största delen av jordbruksmark.